# Amlash
Amlash (persiska: املش) är en kommunhuvudort i Iran.   Den ligger i provinsen Gilan, i den norra delen av landet, 190 km nordväst om huvudstaden Teheran. Amlash ligger 31 meter över havet och antalet invånare är 15 047.
Terrängen runt Amlash är varierad. Runt Amlash är det ganska tätbefolkat, med 134 invånare per kvadratkilometer. Närmaste större samhälle är Rūdsar, 10,0 km öster om Amlash. Trakten runt Amlash består till största delen av jordbruksmark.